# Гленшо (Пенсилванија)
Гленшо (енгл. Glenshaw) насељено је место без административног статуса у америчкој савезној држави Пенсилванија.

## Демографија
По попису из 2010. године број становника је 8.981.
| Група             | 2000.    | 2010.         |
| Белци             | 0 (0,0%) | 8.730 (97,2%) |
| Афроамериканци    | 0 (0,0%) | 61 (0,7%)     |
| Азијати           | 0 (0,0%) | 62 (0,7%)     |
| Хиспаноамериканци | 0 (0,0%) | 60 (0,7%)     |
| Укупно            | 0        | 8.981         |